# Nekkar
Nekkar (Beta Boötis / β Boo / β Boötis) è una stella variabile nella costellazione di Boote, di magnitudine +3,49. Si trova a circa 219 anni luce dalla Terra.
Il suo nome tradizionale Nekkar è una mis-traslitterazione del arabo بقار baqqār "conducente di buoi". È stata anche chiamata Meres e Merez.

## Osservazione
Si tratta di una stella situata nell'emisfero celeste boreale. La sua posizione moderatamente boreale fa sì che questa stella sia osservabile specialmente dall'emisfero nord, in cui si mostra alta nel cielo nella fascia temperata; dall'emisfero australe la sua osservazione risulta invece più penalizzata, specialmente al di fuori della sua fascia tropicale.
Essendo di magnitudine 3,47, la si può osservare anche dai piccoli centri urbani senza difficoltà, sebbene un cielo non eccessivamente inquinato sia maggiormente indicato per la sua individuazione.
Il periodo migliore per la sua osservazione nel cielo serale ricade nei mesi compresi fra fine maggio e settembre; nell'emisfero nord è visibile anche verso l'inizio dell'autunno, grazie alla declinazione boreale della stella, mentre nell'emisfero sud può essere osservata limitatamente durante i mesi tardo-autunnali australi.

## Caratteristiche fisiche
Nekkar è una stella gigante gialla di tipo spettrale G8III; ha una massa stimata da 3,4 a 5 volte quella del Sole ed un raggio 18,5 volte superiore. Ha un'età stimata di circa 300 milioni di anni e nonostante la lenta rotazione, di appena 4,10 km/s, presenta un'attività simile a quella del Sole. Nekkar è una forte sorgente di raggi X, nel 1993 il satellite ROSAT ha rilevato un flare della durata di una decina di minuti causato da un'eruzione molto più intensa di una tipica eruzione solare.